# Dionysos (groupe canadien)
Pour les articles homonymes, voir Dionysos.
Dionysos est un groupe canadien de rock, originaire de Salaberry-de-Valleyfield, au Québec, actif entre 1969 et 1977. Formé au Cégep de Valleyfield, Dionysos est le premier groupe de rock québécois à avoir un répertoire de compositions originales entièrement en français. 
Les membres fondateurs du quintette sont Paul-André Thibert (chant, harmonica, flûte à bec), Éric Clément (guitares), Jean-Pierre Legault (basse), André Mathieu (orgue) et Robert Lepage (batterie et percussions). Fernand Durand (qui remplace Jean-Pierre Legault à la basse à partir de 1971), Philippe Bech (flûte et claviers de 1973 à 1974) et Jean-Pierre Forget, à partir de 1975, (claviers et saxophone) ont aussi participé au groupe.
À la suggestion de Jean Larose, ex-étudiant du cégep de Valleyfield, ami de Paul-André Thibert et de Jean-Pierre Legault, le groupe adopte le nom Dionysos, à l'automne 1969, par référence au conflit entre Apollon, dieu lumineux, et Dionysos, dieu nocturne de l'excès passionné et de la musique, d'après Nietzsche dans La Naissance de la tragédie.
Jean Larose signera, plus tard, les paroles de trois chansons de l'album Le Grand Jeu, soit La Colère, L'Âge du chlore, Agneau de Dieu et, ensuite, de toutes les chansons de l'album Le Prince croule.

## Histoire
En 1969, les membres du groupe composent la musique de la pièce de théâtre écrite par Gabriel-Pierre Ouellette,  « Simon neige », présentée par la troupe de théâtre du Cégep de Valleyfield. Dionysos se fait connaître durant l'été 1970 en jouant à la Galerie Café du Vieux-Montréal. En janvier 1971 sort leur premier album, intitulé Le Grand Jeu, coproduit par le chanteur Donald Lautrec. Il sort sur le label Jupiter et se vend à 6 000 exemplaires,.
Le 13 juin 1971, Dionysos participe, en représentant le Canada, au Montreux Jazz Festival en Suisse,. La prestation du groupe y remporte un franc succès ; le journal La Presse va même jusqu'à comparer le chanteur Paul-André Thibert à Mick Jagger des Rolling Stones. À la suite de cet événement, le groupe se produit régulièrement au Canada.
Leur deuxième album, Le Prince Croule, sort en novembre 1971 sur l'étiquette  Zodiac. À la suite d'un conflit avec Jean-Pierre Legault, Paul-André quittera le groupe pour une courte période et son retour au sein de la formation coïncidera avec l'arrivée du nouveau bassiste Fernand Durand. En France sort le 45 tours J'ai Jamais / S'ul Yiab sous le label Disques Vogue. Dionysos entame une série de tournées au Québec et à travers le Canada pendant deux ans. Ils composent et interprètent la musique pour l'opéra-rock « The Tooth of Crime », présenté au Centaur Theatre de Montréal,.
En 1974 la compagnie de disque Zodiac sort Collection Dionysos, qui s'avère être une compilation des deux premiers albums et, en représailles pour l'échec commercial de l'album Le Prince Croule, leur refuse toujours le budget nécessaire à la production de leur troisième album. Privé de la perspective de sortir ce nouvel album, le groupe cesse toute activitéen avril de la même année. 
18 mois plus tard, en septembre 1975, Dionysos sort son 3e album Changé d'adresse, album qu'ils produiront eux-mêmes grâce à une avance sur les royautés d'un contrat de distribution obtenu avec l'étiquette Duram. Le groupe retournera sur scène et donnera plusieurs concerts dont un sur la montagne le soir de la fête Nationale en plus de participer à quelques émissions de télévision. Le groupe, alors un sextuor, se sépare définitivement au cours de l'année 1977, après une dernière tournée sur la Côte-Nord.

## Post-séparation
Paul-André Thibert poursuit une carrière en solo et publie, en 1978, un album solo intitulé Musique de mes amis Dionysos. L'album regroupe d'anciens membres de Dionysos : Éric Clément, Fernand Durand, André Mathieu, Jean-Pierre Forget, ainsi que d'autres musiciens comme Alain Paquette (guitare), Michel Lefrançois (guitare) (ce dernier a aussi orchestré, arrangé et produit l'album), Richard Perotte (batterie), Serge Réhaume (flûte) et Robert Turmel (basse).
Dionysos effectue un retour en 1994 avec la sortie de Pionnier 1969-1994,. Le groupe est alors composée de Paul-André Thibert, Éric Clément, Alain Paquette, André Mathieu, Normand Cyr et Benoît Roberge. L'album, qui marque le 25e anniversaire du groupe, reprend ses plus grands succès, mais réinterprétés avec de nouveaux instruments et musiciens. La parution de l'album est suivie d'une série de concerts.
En 2009, l'instrumental L'âge d'or apparaît sur la compilation L'Ultime Rock progressif du Québec. Paul-André Thibert sort en 2017 un disque de démos de Dionysos, Dionysos Inédits – 1972-1974, pour financer la production d'un album éponyme de 10 nouvelles compositionsqu'il réalisera grâce à la collaboration du compositeur et guitariste Éric Bernard, propriétaire des Productions Guitare Verte. Cet album tout simplement intitulé Paul-André Thibert sort en 2018, avec les musiciens suivant : Alain Paquette à la guitare et aux arrangements, Eric Bernard aussi à la guitare, à la basse, à l'orgue et au piano ainsi qu'aux percussions, Michel Dion à la basse, Jean Félix Mailloux à la contrebasse, Normand Cyr à l'harmonica at aux chœurs, Mario Langis au piano et à l'orgue, Gaétan Demers à la batterie et la choriste Virginie Le Galès. La chanson Au Ciel est une adaptation de la pièce Heaven des Talking Heads.

## Membres
- Paul-André Thibert - chant, harmonica, flûte à bec
- Éric Clément - guitare
- Jean-Pierre Legault - basse (1969–1971)
- Robert Lepage - batterie, percussions
- Fernand Durand - basse (1971–1977)
- André Mathieu - orgue (1969-1973)
- Philippe Bech - flûte, claviers (1973–1974)
- Jean-Pierre Forget - claviers, saxophone (1972–1977)
- Alain Paquette - guitare
- Benoit Roberge - batterie
- Normand Cyr - basse, chœur

## Discographie

### Albums studio
- 1970 : Le Grand Jeu
- 1972 : Le Prince croule
- 1976 : Changé d'adresse
- 1994 : Pionnier 1969-1994

### Compilations
- 1974 : Collection Dionysos
- 2011 : Musique de mes amis Dionysos (album double contentant le 3e du groupe (1976) + le premier album solo de Paul-André (1978))
- 2016 : Inédits 1972-1974
- 2022 : Dionysos - L'Intégrale 1969-1994 (coffret 5 CD)

### Albums solo
Paul-André Thibert
- 1978 : Musique de mes amis Dionysos
- 2018 : Paul-André Thibert
- 2023 : Paul-André Thibert 2023 (2 dernières compositions)

## Galerie

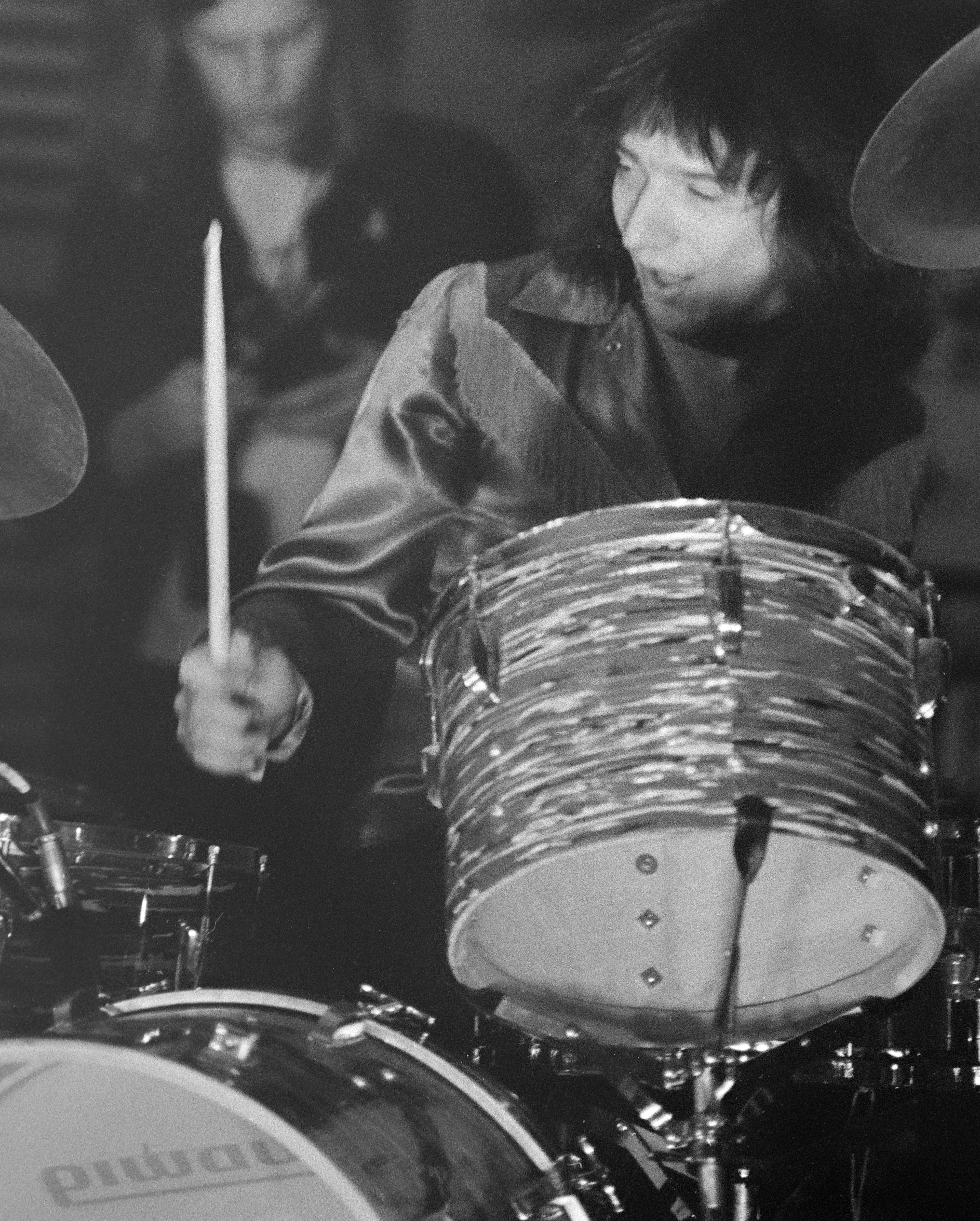
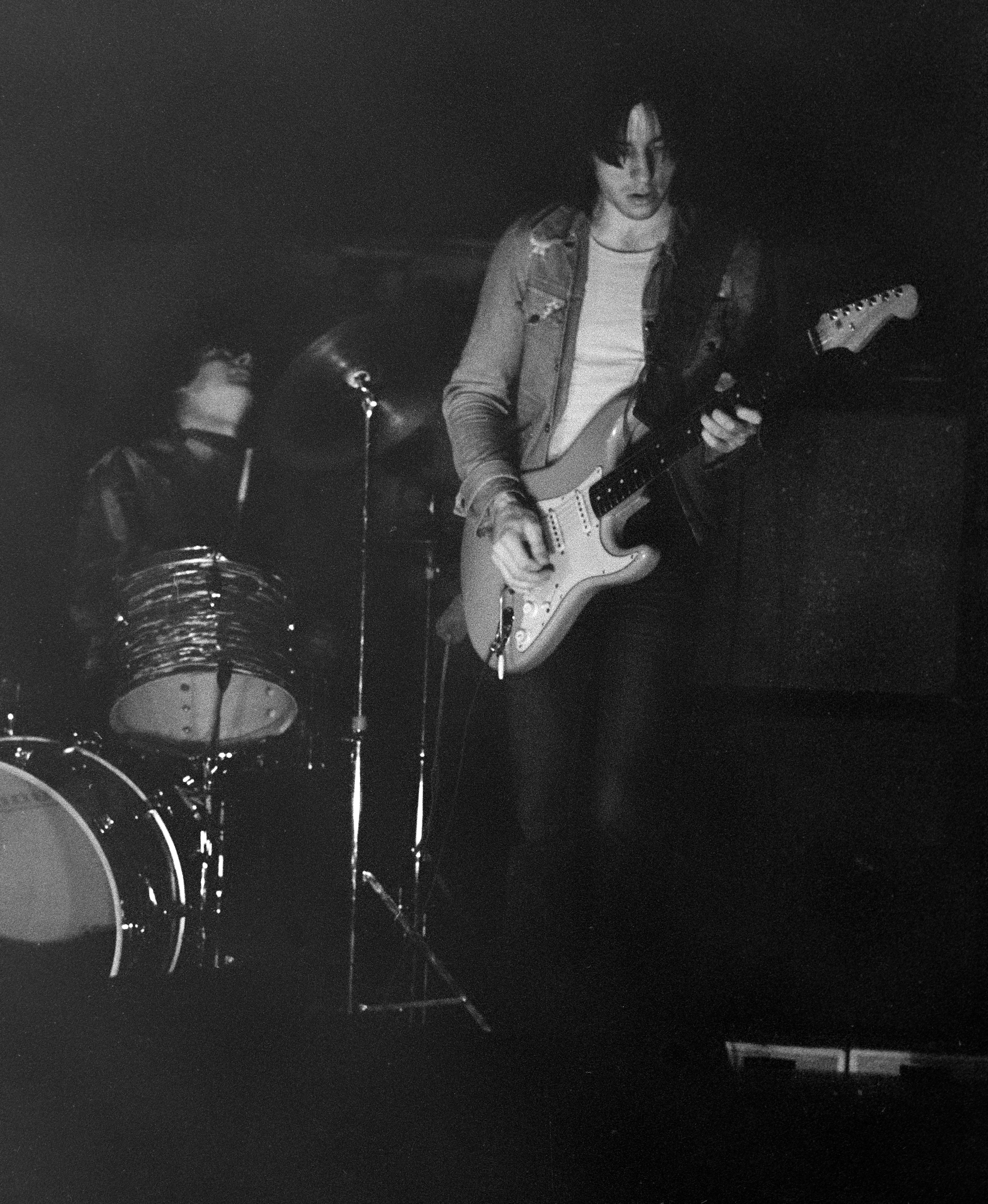
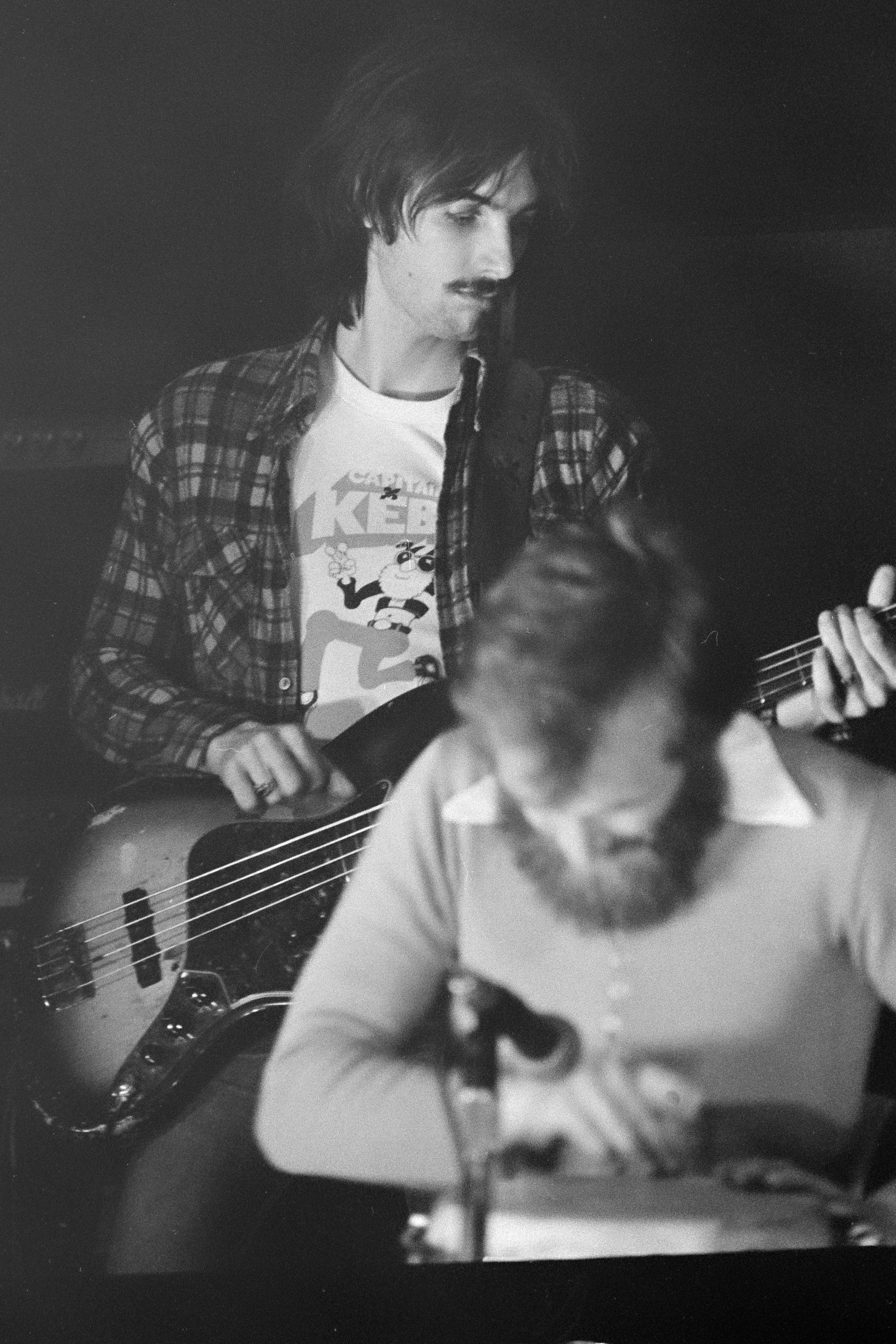